# Ján Zátorský
Ján Zátorský (* 25. srpna 1960) je bývalý slovenský fotbalista.

## Fotbalová kariéra
V československé lize hrál za Lokomotívu Košice. Nastoupil v 6 ligových utkáních a dal 1 gól. V slovenské národní fotbalové lize hrál za Slavoj Trebišov a Zemplín Vihorlat Michalovce, nastoupil v 69 utkáních a dal 7 gólů. Reprezentoval Československo v kategorii dorostu.

## Ligová bilance
| Ročník                                      | Zápasy | Góly | Klub                        |
| ------------------------------------------- | ------ | ---- | --------------------------- |
| 1. československá fotbalová liga 1981/82    | 6      | 1    | Lokomotíva Košice           |
| 1. slovenská národní fotbalová liga 1981/82 | 21     | 3    | Slavoj Trebišov             |
| 1. slovenská národní fotbalová liga 1982/83 | 16     | 0    | Slavoj Trebišov             |
| 1. slovenská národní fotbalová liga 1983/84 | 1      | 0    | Slavoj Trebišov             |
| 1. slovenská národní fotbalová liga 1984/85 | 14     | 3    | Zemplín Vihorlat Michalovce |
| 1. slovenská národní fotbalová liga 1985/86 | 17     | 1    | Zemplín Vihorlat Michalovce |
| CELKEM 1. liga                              | 6      | 1    |                             |